# Aphasia
„Афазия“ (Aphasia) e прогресив метъл група, основана в Смолян, България през 1989 година.

## Състав
| Последни членове - Краси Панайотов – вокали, барабани, клавиши (1989 – 2003) - Димитър Налбантов – китара (2001 – 2003) - Гита Петкова – вокали (2002 – 2003) |  | Предишни членове - Димитър Георгиев – бас (1989 – 1992) - Тодор Атанасов – китара (1989 – 1998) |

## Дискография

### Албуми
- 1996: Virginal World
- 2003: Разноденствие